# Calamiteitenverlof en ander kort verzuimverlof
Calamiteitenverlof en ander kort verzuimverlof (kortweg: calamiteitenverlof) is een regeling in Nederland die is bedoeld om werknemers de mogelijkheid te geven om bij onvoorziene omstandigheden in staat te zijn snel te kunnen handelen. Deze vorm van verlof komt gedeeltelijk overeen met het Belgische klein verlet.
Calamiteitenverlof is uitsluitend bedoeld voor een korte tijd (de duur van de calamiteit) en zal meestal niet langer duren dan een dag, soms enkele dagen. Het recht op calamiteitenverlof is vastgelegd in de Wet arbeid en zorg. Tijdens het calamiteitenverlof dient de werkgever het salaris door te betalen.

## Voorbeelden van calamiteitenverlof
Een werknemer kan bijvoorbeeld recht hebben op calamiteitenverlof wanneer diens partner ziek wordt en niet in staat is om voor zichzelf en/of de kinderen te zorgen. In zo'n geval is het calamiteitenverlof met name bedoeld om een alternatieve oplossing te zoeken, bijvoorbeeld het zoeken van een oppas of iemand die kan helpen in de verzorging. Wanneer dit niet binnen een dag geregeld kan worden, bestaat meestal de mogelijkheid het verlof te verlengen met zorgverlof. 
Een ander voorbeeld is de werknemer die plotseling naar huis moet omdat zijn waterleiding thuis gesprongen is. Ook dit is een calamiteit, waardoor het recht op verlof ontstaat.
Het calamiteitenverlof duurt niet langer dan de calamiteit. Zodra de calamiteit voorbij is (er is oppas geregeld voor de kinderen, de hoofdkraan is dichtgedraaid en/of de loodgieter is langsgeweest) is daarmee het verlof beëindigd.
Een voorbeeld van "ander kort verzuimverlof" is de bevalling van de partner van de werknemer. Gedurende de bevalling heeft de werknemer recht op kort verzuimverlof. Vervolgens bestaat recht op kraamverlof en ouderschapsverlof.